# آزمون بکدل
آزمون بکدل (انگلیسی: Bechdel test) بررسی می‌کند که آیا در یک اثر داستانی (فیلم، رمان و..) دست‌کم دو شخصیت زن که در مورد موضوعی غیر از مردها صحبت کنند پیدا می‌شود یا نه؟ گاه شرط سومی هم به این آزمون افزوده می‌شود که شخصیت‌های زن مورد اشاره باید نامی هم داشته باشند.
بر اساس پایگاه‌داده‌ها و وبگاه‌های کاربربنیان و رسانه‌های وابسته به موضوع، فقط حدود نیمی از فیلم‌ها شروط سادهٔ آزمون بکدل را برآورده می‌کنند. از این آزمون برای نمایش سوگیری رسانه‌ای و تبعیض جنسیتی بهره گرفته می‌شود.
نام آزمون برگرفته از نام آلیسون بکدل کارتونیست آمریکایی است که ایدهٔ اصلی آزمون هم متعلق به اوست.